# Villa San Michele
Villa San Michele is een plaats (frazione) in de Italiaanse gemeente Vastogirardi.